# Ephesia kashmirica
Ephesia kashmirica är en fjärilsart som beskrevs av W. Warren 1913. Ephesia kashmirica ingår i släktet Ephesia och familjen nattflyn. Inga underarter finns listade i Catalogue of Life.